# ジェイコブ・ターナー
ジェイコブ・エドワード・ターナー（Jacob Edward Turner, 1991年5月21日 - ）は、アメリカ合衆国ミズーリ州セントチャールズ郡セントチャールズ出身の元プロ野球選手（投手）。右投右打。代理人はスコット・ボラス。

## 経歴

### プロ入り前
セントルイスのウェストミンスター・クリスチャン・アカデミーでは、通算で20勝4敗2セーブ・187奪三振を記録。当時の投手コーチは元メジャーリーガーのトッド・ウォーレルだった。

### プロ入りとデトロイトタイガース時代
2009年のMLBドラフト1巡目（全体9位）でデトロイト・タイガースから指名を受け、8月17日に契約金550万ドル(ボーナスも含めれば最大700万ドル)のメジャー契約で入団に合意した。
2010年の開幕前、ターナーは「ベースボール・アメリカ」誌の有望株ランキングにおいて、タイガース内で1位、全体では26位の評価を受けた。このシーズンはA級ウェストミシガン・ホワイトキャップスでプロとしてのキャリアをスタートさせ、途中でA+級レイクランド・フライングタイガースに昇格した。2階級での合計成績は24試合、115.1イニングで6勝5敗、防御率3.28というものだった。
「ベースボール・アメリカ」誌のランキングを21位に上げて迎えた2011年は、AA級エリー・シーウルブズからスタート。7月には、ウバルド・ヒメネスの獲得に動いていたタイガースが、交換要員としてターナーをリストアップしているという情報が流れたが、このトレードは成立しなかった（ヒメネスはクリーブランド・インディアンスに移籍）。7月30日のロサンゼルス・エンゼルス・オブ・アナハイム戦で、シアトル・マリナーズに移籍したチャーリー・ファーブッシュの代役としてメジャーデビューを飾り、5回1/3を2失点という内容だった。この一戦のみで一旦マイナーへ送られ、AAA級トレド・マッドヘンズで3試合に登板した後、9月のロースター拡大に伴って再昇格し、2試合に先発した。

### マーリンズ時代
2012年7月23日にアニバル・サンチェス、オマー・インファンテとのトレードで、マイアミ・マーリンズへ移籍した。
2014年は20試合に登板して4勝7敗・防御率5.97と結果を残せず、8月5日にDFAとなった。

### カブス時代
2014年8月8日にホセ・アリアス、タイラー・ブレマーとのトレードで、シカゴ・カブスへ移籍した。
2015年は開幕直後の4月5日に右肩の炎症で15日間の故障者リスト入り、4月19日に60日間の故障者リストに移行、6月9日にAA級テネシー・スモーキーズにリハビリ登録されたが、復帰することのないままシーズンを終えた。

### ホワイトソックス時代
2015年10月27日にウェイバー公示を経てシカゴ・ホワイトソックスへ移籍した。12月2日にノンテンダーFAとなったが、4日にホワイトソックスと1年契約を結んだ。
2016年のスプリングトレーニングでは40人枠に入っていたが、3月29日に40人枠から外れる形でAAA級シャーロット・ナイツに降格した。7月17日にメジャー契約を結んでアクティブ・ロースター入りした。10月5日に40人枠から外れAAA級シャーロットに降格した。

### ナショナルズ時代
2016年12月13日にワシントン・ナショナルズとマイナー契約を結び、2017年のスプリングトレーニングに招待選手として参加することになった。
2017年4月24日にメジャー契約を結んでアクティブ・ロースター入りした。7月1日にサミー・ソリスの故障者リストからの復帰に伴ってDFAとなった。7月3日にマイナー契約でAAA級シラキュース・チーフスに配属された。7月17日に再びメジャー契約を結んでアクティブ・ロースター入りしたが、翌18日にトレードで加入したばかりのショーン・ドゥーリトルとライアン・マドソンを登録するため、再びDFAとなった。

### マーリンズ復帰
2017年12月9日に古巣マーリンズとマイナー契約を結んで翌2018年のスプリングトレーニングに招待選手として参加することになった。
2018年3月29日にメジャー契約を結んだ。4月7日のフィラデルフィア・フィリーズ戦で1回8失点を喫するなど4試合に登板し、52⁄3回、自責点10、防御率15.88の成績でタイラー・クロイドの昇格に伴ってDFAとなり、11日にマイナー契約で傘下のAAA級ニューオーリンズ・ベビーケークスへ配属された。6月4日に自由契約となった。

### デトロイトタイガース復帰
2018年6月5日にプロ入り時の古巣であるタイガースとマイナー契約を結んだ。AAA級トレドでの登板を経て8月7日にメジャー契約を結んでアクティブ・ロースター入りした。だが、同日のエンゼルス戦に先発して1回5失点と滅多打ちに遭うと、10日にDFA、13日にマイナー契約でAAA級トレドへ配属された。

### 起亜タイガース時代
2018年11月20日、韓国の起亜タイガースと契約した。2019年、起亜では7勝を記録し同年限りで退団。防御率5.46で失点107、自責点93はリーグワーストと投球内容が悪かった。

## 投球スタイル
身長6フィート5インチ（約195.6cm）という恵まれた体格を持ち、かつては将来のエース候補と呼ばれていた。主な球種は、平均92～94mph（約148.1～151.3km/h）で、最速は95～96mph（約152.9～154.5km/h）に達するフォーシームと、チェンジアップ、カーブ。

## 詳細情報

### 年度別投手成績
| 年 度    | 球 団    | 登 板 | 先 発 | 完 投 | 完 封 | 無 四 球 | 勝 利 | 敗 戦 | セ 丨 ブ | ホ 丨 ル ド | 勝 率 | 打 者 | 投 球 回 | 被 安 打 | 被 本 塁 打 | 与 四 球 | 敬 遠 | 与 死 球 | 奪 三 振 | 暴 投 | ボ 丨 ク | 失 点 | 自 責 点 | 防 御 率 | W H I P |
| -------- | -------- | ----- | ----- | ----- | ----- | -------- | ----- | ----- | -------- | ----------- | ----- | ----- | -------- | -------- | ----------- | -------- | ----- | -------- | -------- | ----- | -------- | ----- | -------- | -------- | ------- |
| 2011     | DET      | 3     | 3     | 0     | 0     | 0        | 0     | 1     | 0        | 0           | .000  | 60    | 12.2     | 17       | 3           | 4        | 0     | 1        | 8        | 0     | 0        | 13    | 12       | 8.53     | 1.66    |
| 2012     | DET      | 3     | 3     | 0     | 0     | 0        | 1     | 1     | 0        | 0           | .500  | 61    | 12.1     | 17       | 4           | 7        | 1     | 0        | 7        | 1     | 0        | 11    | 11       | 8.03     | 1.95    |
| 2012     | MIA      | 7     | 7     | 0     | 0     | 0        | 1     | 4     | 0        | 0           | .200  | 170   | 42.2     | 33       | 5           | 9        | 2     | 0        | 29       | 4     | 0        | 21    | 16       | 3.38     | 0.98    |
| '12計    | MIA      | 10    | 10    | 0     | 0     | 0        | 2     | 5     | 0        | 0           | .286  | 231   | 55.0     | 50       | 9           | 16       | 3     | 0        | 36       | 5     | 0        | 32    | 27       | 4.42     | 1.20    |
| 2013     | MIA      | 20    | 20    | 1     | 0     | 0        | 3     | 8     | 0        | 0           | .273  | 514   | 118.0    | 116      | 11          | 54       | 5     | 4        | 77       | 11    | 0        | 55    | 49       | 3.74     | 1.44    |
| 2014     | MIA      | 20    | 12    | 0     | 0     | 0        | 4     | 7     | 0        | 0           | .364  | 352   | 78.1     | 106      | 8           | 23       | 1     | 1        | 54       | 3     | 1        | 54    | 52       | 5.97     | 1.65    |
| 2014     | CHC      | 8     | 6     | 0     | 0     | 0        | 2     | 4     | 0        | 0           | .333  | 149   | 34.2     | 42       | 4           | 10       | 1     | 0        | 17       | 3     | 0        | 27    | 25       | 6.49     | 1.50    |
| '14計    | CHC      | 28    | 18    | 0     | 0     | 0        | 6     | 11    | 0        | 1           | .353  | 501   | 113.0    | 148      | 12          | 33       | 2     | 1        | 71       | 6     | 1        | 81    | 77       | 6.13     | 1.60    |
| 2016     | CWS      | 18    | 2     | 0     | 0     | 0        | 1     | 2     | 0        | 2           | .333  | 122   | 24.2     | 33       | 5           | 16       | 1     | 2        | 18       | 2     | 0        | 27    | 18       | 6.57     | 1.99    |
| 2017     | WSH      | 18    | 2     | 0     | 0     | 0        | 2     | 3     | 0        | 1           | .400  | 170   | 39.0     | 43       | 8           | 15       | 1     | 1        | 23       | 3     | 0        | 23    | 22       | 5.08     | 1.49    |
| 2018     | MIA      | 4     | 0     | 0     | 0     | 0        | 0     | 0     | 0        | 0           | ----  | 35    | 5.2      | 13       | 1           | 5        | 0     | 0        | 2        | 0     | 0        | 10    | 10       | 15.88    | 3.18    |
| 2018     | DET      | 1     | 0     | 0     | 0     | 0        | 0     | 0     | 0        | 0           | .000  | 11    | 1.0      | 6        | 1           | 1        | 0     | 0        | 1        | 0     | 0        | 7     | 5        | 45.00    | 7.00    |
| '18計    | DET      | 5     | 4     | 0     | 0     | 0        | 0     | 1     | 0        | 0           | .000  | 46    | 6.2      | 19       | 2           | 6        | 0     | 0        | 3        | 0     | 0        | 17    | 15       | 20.25    | 3.75    |
| 2019     | 起亜     | 28    | 28    | 1     | 0     | 0        | 7     | 13    | 0        | 0           | .350  | 714   | 153.1    | 179      | 12          | 58       | 0     | 17       | 121      | 14    | 0        | 107   | 93       | 5.46     | 1.55    |
| MLB：7年 | MLB：7年 | 102   | 56    | 1     | 0     | 0        | 14    | 31    | 0        | 4           | .311  | 1644  | 369.0    | 426      | 50          | 144      | 12    | 9        | 236      | 27    | 1        | 248   | 220      | 5.37     | 1.54    |
| KBO：1年 | KBO：1年 | 28    | 28    | 1     | 0     | 0        | 7     | 13    | 0        | 0           | .350  | 714   | 153.1    | 179      | 12          | 58       | 0     | 17       | 121      | 14    | 0        | 107   | 93       | 5.46     | 1.55    |

- 「-」は記録なし

### 背番号
- 50（2011年 - 2012年途中、2018年8月7日）
- 33（2012年途中 - 2014年途中）
- 38（2014年途中 - 同年終了、2017年）
- 29（2016年）
- 44（2018年 - 同年4月7日）
- 40 （2019年）